# Lekowo (gmina)
Lekowo (w 1946 Lekkowo) – dawna gmina wiejska istniejąca w latach 1946–1954 w woj. szczecińskim i koszalińskim (dzisiejsze woj. zachodniopomorskie). Siedzibą władz gminy było Lekowo.
Gmina Lekowo powstała po II wojnie światowej na terenie tzw. Ziem Odzyskanych (tzw. III okręg administracyjny – Pomorze Zachodnie). 28 czerwca 1946 gmina – jako jednostka administracyjna powiatu białogardzkiego – weszła w skład nowo utworzonego woj. szczecińskiego. 6 lipca 1950 gmina wraz z całym powiatem białogardzkim weszła w skład nowo utworzonego woj. koszalińskiego.
Według stanu z 1 lipca 1952 gmina składała się z 16 gromad: Bełtno, Berkanowo, Cieszyno, Gola Dolna, Kartlewo, Klępczewo, Lekowo, Łąkowo, Międzyrzecze, Oparzno, Osowo, Rusinowo, Słowieńsko, Stary Przybysław, Zagrody i Ząbrowo. Gmina została zniesiona 29 września 1954 wraz z reformą wprowadzającą gromady w miejsce gmin. Jednostki nie przywrócono 1 stycznia 1973 wraz z kolejną reformą reaktywującą gminy.